# Nou Moles

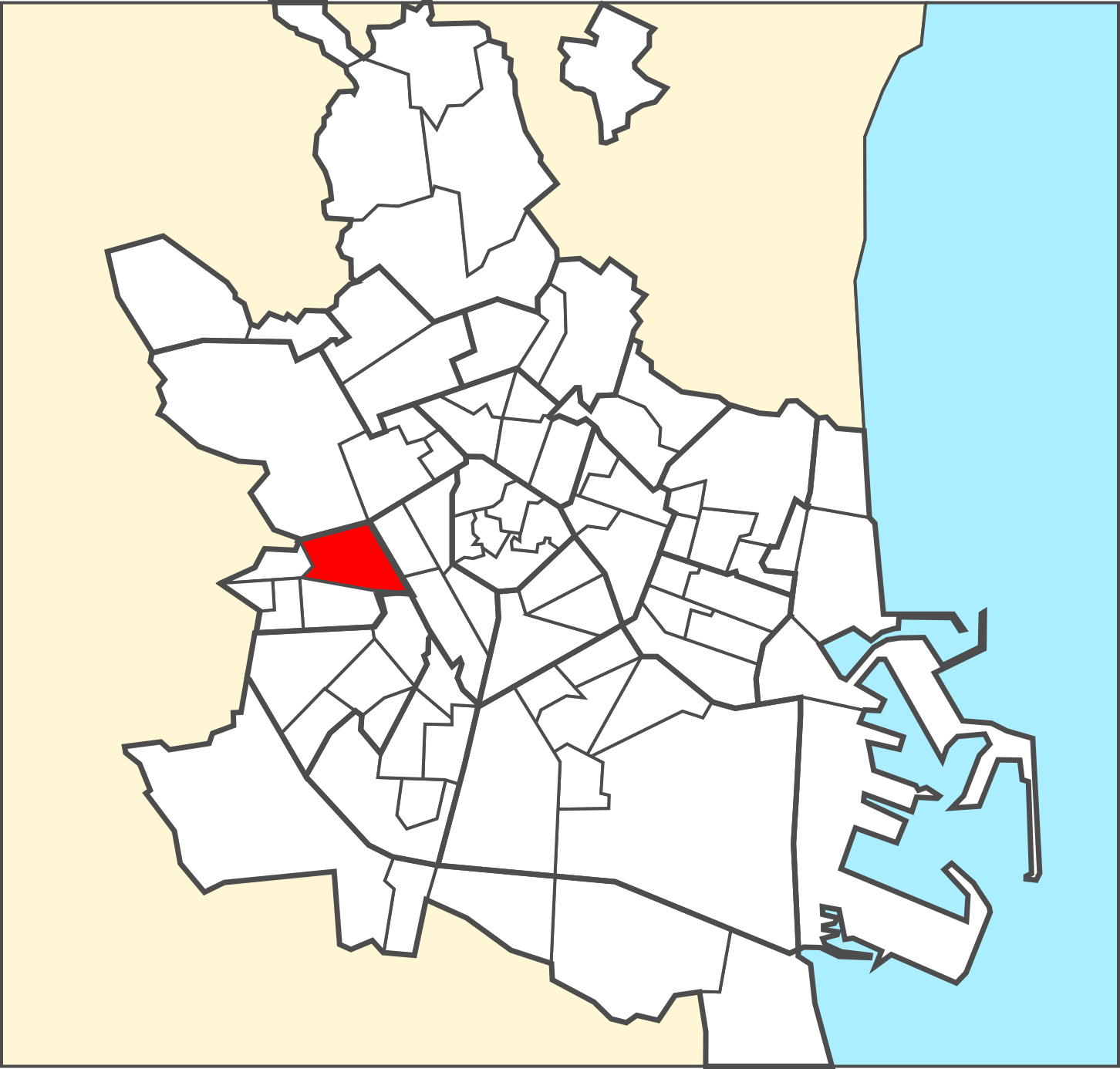
Situación de Nou Moles en Valencia.

Nou Moles es un barrio de la ciudad de Valencia (España), perteneciente al distrito de Olivereta. Está situado al oeste de la ciudad y limita al norte con Sant Pau, al este con La Petxina y Arrancapins, al sur con Tres Forques y al oeste con Soternes. Su población en 2022 era de 25.959 habitantes.

El barrio se denomina así por el molino harinero homónimo de 'nueve muelas', movido por el caudal de la acequia de Favara, que había en el lugar. El molino desapareció en 1929 al ser arrasado por un incendio.